# Ostrojanî, Jașkiv
Ostrojanî (în ucraineană Острожани) este o comună în raionul Jașkiv, regiunea Cerkasî, Ucraina, formată numai din satul de reședință.

## Demografie
Componența lingvistică a comunei Ostrojanî
     Ucraineană (98,21%)
     Rusă (1,79%)
Conform recensământului din 2001, majoritatea populației comunei Ostrojanî era vorbitoare de ucraineană (98,21%), existând în minoritate și vorbitori de rusă (1,79%).